# Katharina Fleischer-Edel

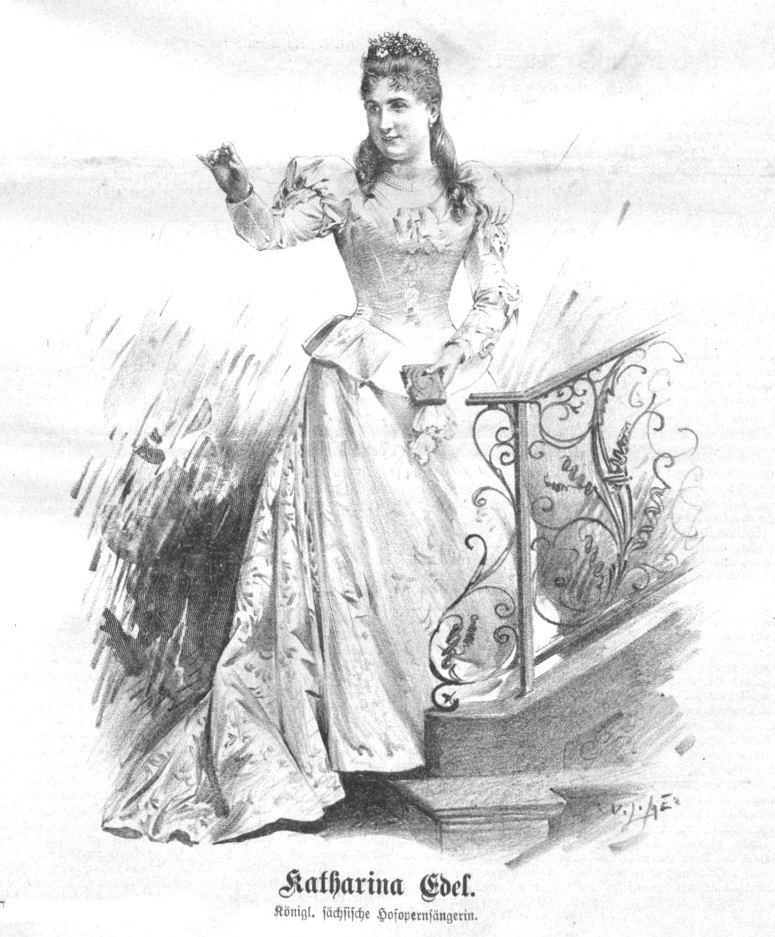
Katharina Fleischer-Edel (1895)

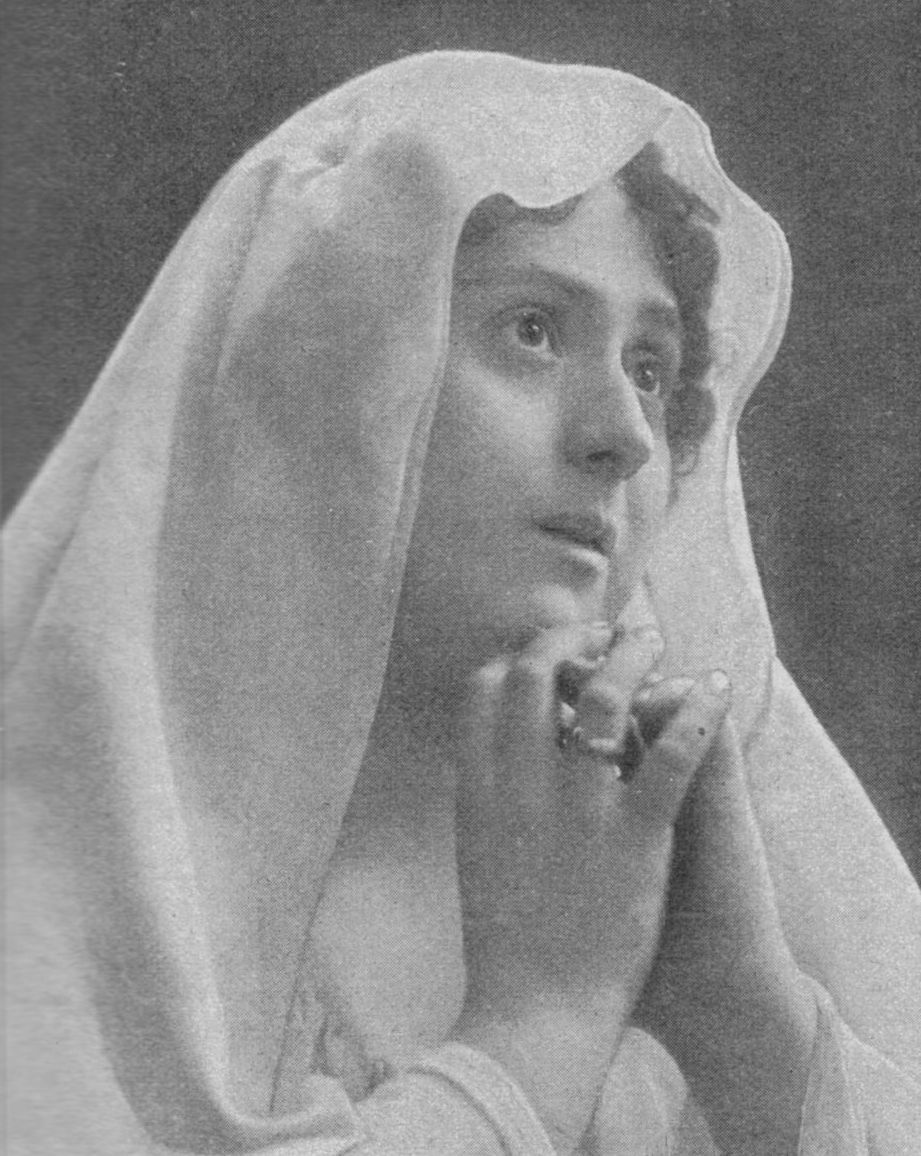
Katharina Fleischer-Edel in Bayreuth, 1904

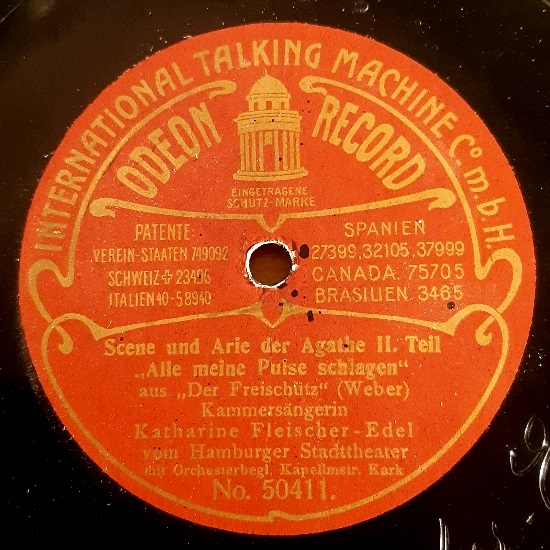
Schallplatte von Katharina Fleischer-Edel (Berlin 1907)

Katharina Fleischer-Edel, geborene Katharina Edel (* 27. September 1873 in Mülheim an der Ruhr; † 18. Juli 1928 in Dresden) war eine deutsche Opernsängerin (Sopran) und bekannte Wagner-Interpretin ihrer Zeit.

## Leben und Wirken
Sie studierte zunächst am Konservatorium in Köln, anschließend bei August Iffert in Dresden. Dort debütierte sie 1893 in einem Konzert der Dresdner Liedertafel. 1894 folgte ihr Bühnendebüt an der Dresdener Hofoper als Brautjungfer in Carl Maria von Webers Der Freischütz. Nach dreijähriger Tätigkeit in Dresden wurde sie 1897 von Bernhard Pollini an das Stadttheater (Oper) nach Hamburg verpflichtet, wo sie 20 Jahre lang als gefeierte Sopranistin wirkte. Insbesondere als Wagner-Interpretin machte sie sich einen Namen. Während ihrer Zeit in Hamburg führten sie zahlreiche Gastspiele ins europäische und außereuropäische Ausland. So gastierte sie in den Jahren 1905 bis 1907 am Londoner Royal Opera House Covent Garden sowie 1906/07 an der Metropolitan Opera in New York. Zwischen 1904 und 1908 wurde die renommierte Wagner-Interpretin mehrfach bei den Bayreuther Festspielen verpflichtet. Nachdem sie sich in Dresden zur Ruhe gesetzt hatte, betätigte sie sich noch weiterhin als Gesangspädagogin.
Die erste Aufnahme ihrer Stimme wurde bereits 1904 in Bayreuth gefertigt (Fragment aus „Tannhäuser“ mit Paul Knüpfer), in den Jahren 1907–10 nahm sie in Berlin Platten für Odeon auf.
Nach ihrem Tod im Juli 1928 wurde sie auf dem Friedhof in Dresden-Bühlau beigesetzt.

## Gastspiele (Auswahl)
- 1900 Hofoper München
- 1900 Opernhaus Köln
- 1901 Wiener Hofoper
- 1903 Théâtre Sarah-Bernhardt, Paris
- 1904 Bayreuther Festspiele
- 1904 Königliche Oper Stockholm
- 1904 Deutsches Theater Prag
- 1905–1907 Royal Opera House Covent Garden, London
- 1905 Stadttheater Zürich
- 1906 Hoftheater Mannheim
- 1906 Bayreuther Festspiele
- 1906–1907 Metropolitan Opera, New York
- 1907 Stadttheater Bremen
- 1907 Wiener Volksoper
- 1908 Bayreuther Festspiele
- 1910 Opernhaus Leipzig